# Passauer Tölpel

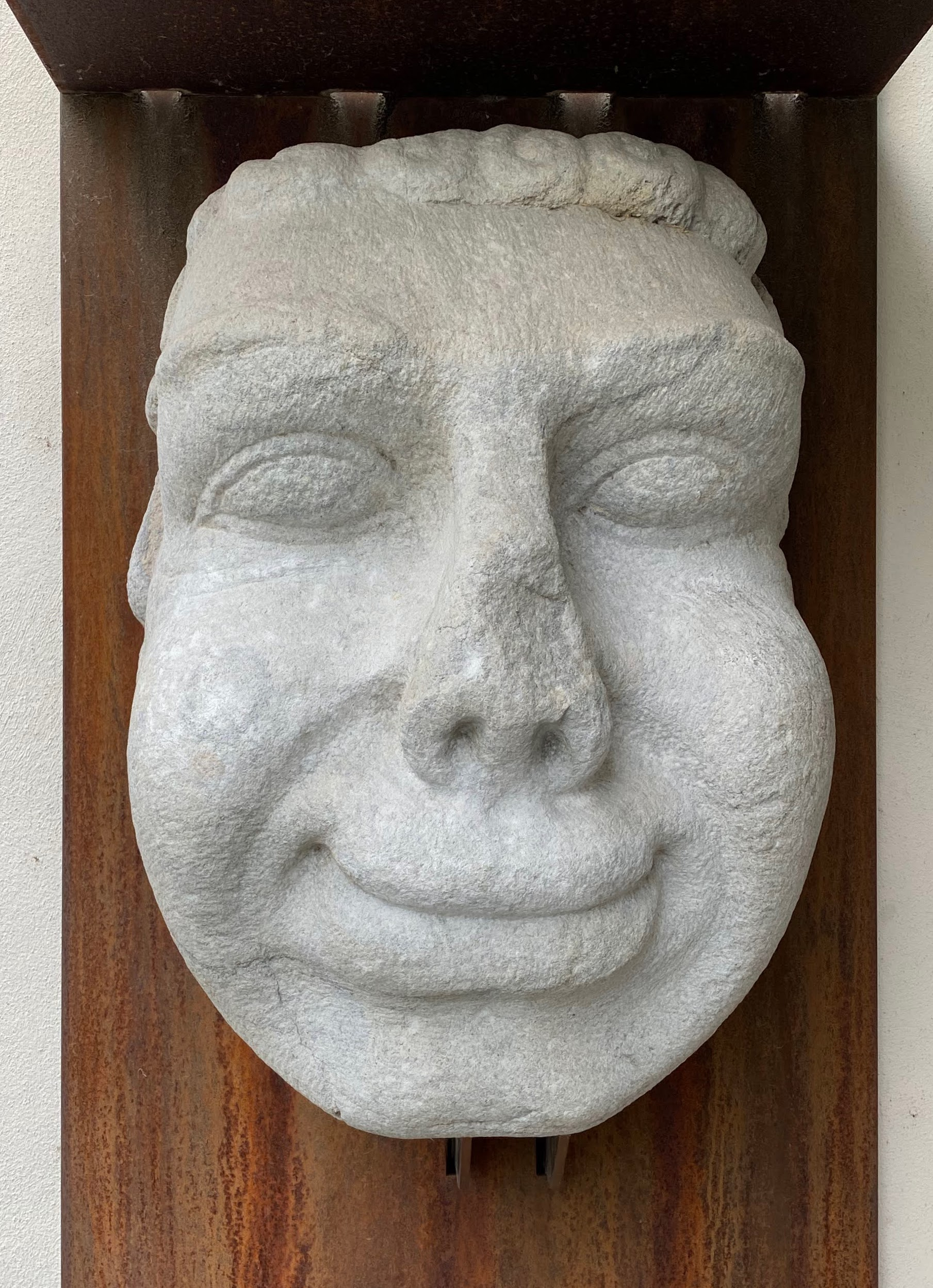
Der Passauer Tölpel

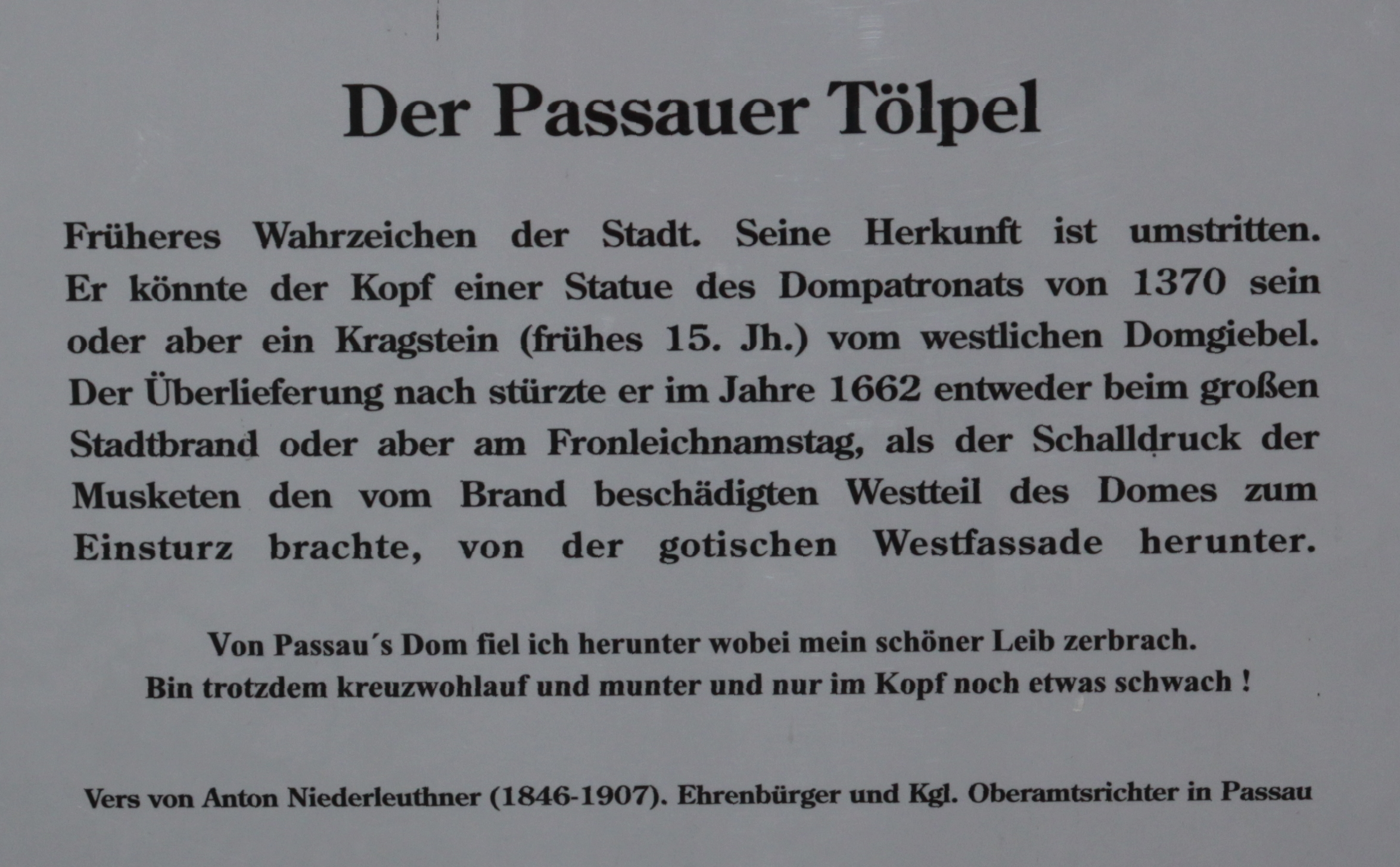
Tafel zum Passauer Tölpel

Der Passauer Tölpel ist ein Steinkopf in der Altstadt Passaus (und eines der früheren Wahrzeichen der Stadt).

„Von Passaus Dom fiel ich herunter, wobei mein schöner Leib zerbrach. Bin trotzdem kreuzwohlauf und munter, und nur im Kopf noch etwas schwach.“

Diese Worte stehen auf einem Schild neben dem Passauer Tölpel, welche ausdrücken sollen, was dem Steinkopf widerfahren ist.
Es wird vermutet, dass der Steinkopf von einer Figur des Doms, welche bei dem Stadtbrand von 1662 zerstört wurde, stammt. Der Steinkopf hat kurze Haare, große Augen und dicke, grinsende Lippen.
Nach dem Stadtbrand wurden beim wiederaufgebauten Dom die Türme mit flachen Dächern versehen, was Pater Gansler 1696 als Anlass nahm, die Passauer als „Dölpel“ zu bezeichnen, da diese zu dumm und unfähig seien, auf die Türme Spitzen zu setzen. Seitdem hatten die Passauer diesen Spottnamen. 
Der Passauer Tölpel hatte diverse „Aufenthaltsorte“, bevor er 1884 auf der Veste Oberhaus seinen Platz fand. 
Seit dem 1. August 2003 befindet er sich wieder an der Mauer des Landratsamtes Passau in nächster Nähe zum Dom St. Stephan.
Veranlasst wurde diese sogenannte „Tölpel Rückholaktion“ von den Passauer Stadtführern um Jürgen Hellwing, unterstützt von seiner Gattin, der Stadträtin Ursula Karl-Hellwing.
„Vom Oberhaus stieg ich herunter, vorbei ist der Dornröschenschlaf, ich fühl mich kreuzwohlauf und munter und auch im Kopf nicht mehr so schwach“, das waren die Worte von Jürgen Hellwing bei der Willkommensfeier am 15. Mai 2004 an der Mauer des Passauer Landratsamtes.
Der Schreiber der wöchentlichen Kolumne „Aufgespießt und festgenagelt“ in der Passauer Neuen Presse, in der er die Probleme, Alltäglichkeiten und Neuigkeiten der Passauer Bürger auf humorvolle Art und Weise ins Auge fasst, hat sich den Namen „Passauer Tölpel“ gegeben. 